# Guaguasi
Guaguasi es una película de bélica de comedia dramática dominicana de 1983 dirigida por Jorge Ulla, y escrita por Orestes Matacena y Clara Hernández. La película fue seleccionada como la entrada dominicana a la Mejor Película en Lengua Extranjera en la 56.ª edición de los Premios Óscar, pero no fue nominada.

## Sinopsis
Una historia sobre un hombre sencillo de las montañas, Guaguasi, que se enamora de una hermosa corista, Marina, durante la Revolución Cubana. Guaguasi se une a los rebeldes y llega a La Habana al final de la dictadura de Batista y, en medio de la agitación política, es cautivado por la fascinante Marina.

## Reparto
- Orestes Matacena como Guaguasi
- Marilyn Pupo como Marina
- Raimundo Hidalgo-Gato como Moya
- Marco Santiago como Raúl
- Rolando Barral como Comandante Jorge Montiel
- Clara Hernández como Isabel
- José Bahamonde como Flor
- Oswaldo Calvo como Coronel Acosta
- Mercedes Enríquez como Elisa
- Andy García como Ricardo